# Orlyval
O Metropolitano do Aeroporto de Orly ou Orlyval é um sistema de metropolitano que serve o aeroporto de Orly, ao sul da cidade francesa de Paris.

## Estações

Plano da linha Orlyval e de sua correspondência com o RER B.

- Antony
- Orly-Ouest
- Orly-Sud